# 十束尚宏
十束 尚宏（とつか なおひろ、1960年 - ）は、日本の指揮者、作曲家。東京都生まれ。

## 経歴
桐朋学園大学音楽学部指揮科卒業、同研究科修了。森正、小澤征爾、秋山和慶、尾高忠明らに師事。在学中に「第17回民音指揮者コンクール」第1位入賞。1982年タングルウッド音楽祭にフェローシップ・コンダクターとして研鑚をつみ、クーセヴィツキー賞指揮大賞を受賞。 1984年、ボストン交響楽団に副指揮者、同年、新日本フィルハーモニー交響楽団定期演奏会で日本デビュー。
1989年以降、日本各地の主要オーケストラを指揮。NHK交響楽団では、1989年・1992年・1997年の定期演奏会を指揮した。以降、群馬交響楽団正指揮者（1988年 - 1992年）、東京シティ・フィルハーモニック管弦楽団常任指揮者（1992年 - 1997年）、広島交響楽団音楽監督（1994年 - 1998年）をつとめた。 
2002年にローム財団奨学金を得て、ウィーン国立歌劇場で研鑽を積み、以降ウィーン在住。
近年では、2011年に大阪音楽大学ザ・カレッジ・オペラハウスにおけるベンジャミン・ブリテン作曲『ねじの回転』公演で指揮を担当。同講演は第66回文化庁芸術祭大賞を受賞。また、2012年には新国立劇場の創作委嘱作品『夜叉が池』(原作:泉鏡花、作曲香月修)の初演では指揮を担当した。
海外では、 王立ストックホルム・フィルハーモニー管弦楽団 、ゾーリンゲン、ニュルンベルクの各歌劇場管弦楽団、リスボン・グルベンキアン管弦楽団等を指揮している。97年にはフランス「ノルマンディーの10月」音楽祭に広島交響楽団と共に招かれる。1999年には、スロベニアのマリボール・フィルハーモニー交響楽団に出演。近年では、フランス国立モンペリエ管弦楽団、フランス国立リル管弦楽団、ドイツ・ヘッセン州立劇場管弦楽団、ベルリン・コーミッシェ・オーパー、リル歌劇場などに客演している。
確かな指揮技術で作曲家からも評価が高く、現代音楽の初演を多くつとめており、録音も多い。
また、アマチュア・オーケストラの指導にも熱心である。自身で作曲をすることもあり、近年は積極的に自作曲を発表しており、作品はアマチュア・オーケストラ等で自らの指揮によって演奏されている。

## 作曲作品
- 2011年 『Zweischenspie』 フィルハーモニア・エテルナ[11]
- 2011年 『Zu einer Geschichte』フィルハーモニア・エテルナ
- 2012年 『交響曲』市川交響楽団
- 2013年 『Overture (2009)』宝塚市交響楽団
- 2014年 『Apokalypse』フィルハーモニア・エテルナ
- 2015年 『Aufstieg zum Himmel』幻想フィルハーモニー管弦楽団
- 2015年 『Scherzo』フィルハーモニア・エテルナ
- 2016年 『Renaissance』フィルハーモニア・エテルナ
- 2017年 『Passion Christi』京都フィルハーモニー室内合奏団
- 2018年 『Aus dem Gilgamesch-Epos (ギルガメッシュ叙事詩)』幻想フィルハーモニー管弦楽団

## インタヴィュー
- サイトウ・キネン・フェスティバル松本でのオペラ公演(LANXESS)
- 京都大学交響楽団 第200回演奏会客演指揮者インタビュー